# Зріба
Зріба (араб. الزريبة) або Хаммам-Зріба — місто в Тунісі. Входить до складу вілаєту Загуан. Станом на 2004 рік тут проживало 9 002 особи.